# Head Over Heels (filme de 2001)
Head Over Heels (bra: Cinco Evas e um Adão; prt: Como Perder a Cabeça) é uma comédia romântica americana, de 2001, dirigida por Mark Waters. A história é sobre Amanda Pierce (Monica Potter), uma mulher que mora em Nova York que trabalha no Metropolitan Museum of Art restaurando pinturas.
No início do filme, ela se muda com quatro supermodelos e se apaixona por um homem que vive em um apartamento que elas podem ver do outro lado da rua. Depois que as modelos tentam ajudar Amanda a conseguir o homem, elas descobrem que ele pode não ser o que parece ser.
O filme foi criticado pelos críticos de cinema e não conseguiu recuperar seu modesto orçamento de US$ 14 milhões.

## Sinopse
Amanda Pierce (Monica Potter) é uma garota bem-sucedida que restaura pinturas no Metropolitan Museum of Art e que divide o apartamento com quatro estonteantes top models. Vítimas de namorados infiéis, só lhe falta encontrar o companheiro ideal. Uma busca que parece ter terminado quando ela conhece o charmoso Jim (Freddie Prinze Jr.) um jovem executivo que mora bem no prédio em frente. Até que um dia Amanda vê pela janela o que parece ser um crime terrível: Jim assassinando cruelmente uma garota com um bastão de beisebol. A partir de então, ela e suas quatro divertidas colegas de apartamento vão tentar investigar o caso. E acabam tendo grandes confusões.[carece de fontes?]

## Elenco
- Monica Potter ... Amanda Pierce
- Freddie Prinze, Jr. ... Jim Winston/Agente especial do FBI Bob Smoot
- Ivana Miličević ... Roxana Milla Slasnakova
- Shalom Harlow ... Jade
- Sarah O'Hare... Candi
- Tomiko Fraser ... Holly
- China Chow ... Lisa
- Timothy Olyphant ... Michael
- Tanja Reichert ... Megan O'Brien
- Tanner ... Hamlet, o Dogue Alemão
- Jay Brazeau ... Mr. Halloran / Vadiim Strukov
- Stanley DeSantis ... Alfredo
- Betty Linde ... Polly
- Norma MacMillan ... Gladys
- Bethoe Shirkoff ... Noreen
- Tom Shorthouse ... Mr. Rankin
- Joe Pascual ... Officer Rodriguez
- J.B. Bivens ... Mitch

## Recepção da crítica
O filme estreou em 2 de fevereiro de 2001, recebendo críticas negativas, recebendo uma classificação de 10% "Certified Rotten" no Rotten Tomatoes, com uma pontuação média de 3,4/10, com base em 89 avaliações. O consenso do site diz: "Head over Heels está sendo criticado pelos críticos como uma grande bagunça. A trama e as piadas são idiotas, enquanto o humor do banheiro é gratuito e mais nojento do que engraçado". O filme recebeu uma classificação agregada do Metacritic de 27 de 100 críticas, denotando "críticas negativas em geral" com base em 25 críticas. Analisando as performances individuais do filme, Robert K. Elder, do Chicago Tribune, escreveu: "Com seus olhos de vulnerabilidade e olhos de boneca kewpie, Potter certamente supera Prinze, que não se desvia muito de seu passado adolescente. papéis dos sonhos - embora ele seja cativante da mesma forma.
Pela maioria dos padrões, o filme não teve sucesso financeiro. Lançado em 2 de fevereiro de 2001, o filme estreou em 7º lugar em 2,338 cinemas e arrecadou 4,804,595 milhões de dólares no fim de semana de estreia nas bilheterias norte-americanas. A receita doméstica final foi de US$10,4 milhões, enquanto o mercado externo faturou US$2,7 milhões, totalizando US$13,127,022 em todo o mundo. Em comparação com seu orçamento de US$14 milhões, o filme foi um fracasso de bilheteria.